# Бегеју Мик (Тимиш)
Бегеју Мик (рум. Begheiu Mic) насеље је у Румунији у жупанији Тимиш у граду Фађету. Oпштина се налази на надморској висини од 155 m.

## Прошлост
Аустријски царски ревизор Ерлер је 1774. године констатовао да место припада Фачетском округу, Лугожког дистрикта. Становништво је било претежно влашко.
Када је 1797. године пописан православни клир у "Басештију" је био један свештеник. Парох поп Јован Поповић (рукоп. 1779) служио се само румунским језиком.

## Становништво
Према подацима из 2002. године у насељу је живело 337 становника, од којих су сви румунске националности.